# Richard Tisei

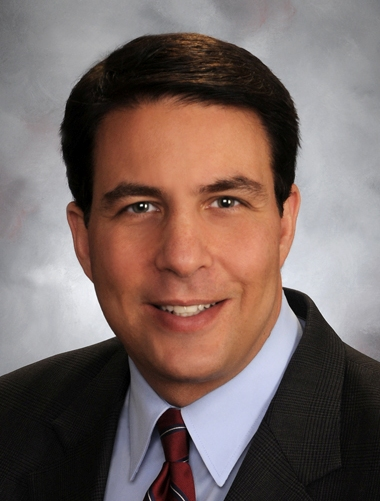

Richard Tisei (Somerville, Massachusetts, 13 de agosto de 1962), político estadounidense perteneciente al Partido Republicano.

## Biografía
Nieto de inmigrantes italianos procedentes de Tivoli, su padre fue empresario de la construcción. Tisei obtuvo su B.A. de la American University en 1984. En una visita a la Massachusetts State House se "contagió" de la política. En 1982 hizo una pasantía en la Casa Blanca durante la vicepresidencia de George H. W. Bush, y posteriormente hizo otra pasantía en la oficina del líder de la minoría en la Massachusetts State House, William G. Robinson.
En 1984, Tisei se postuló a diputado por el distrito 22 de la Cámara de Representantes de Massachusetts; representando al Partido Republicano, derrotó al candidato Donald Flanagan por 11.189 a 8.263 votos, y asumió la banca al año siguiente. Fue el republicano más joven en acceder a esta Cámara. Fue reelecto en 1986 y 1988 con el 77% de los votos.
En 1990, al retirarse el senador demócrata John A. Brennan, Tisei renuncia a su banca de diputado para postularse al Senado de Massachusetts; es electo con el 54% de los votos. Reelegido sin oponentes en 1992, 1994, 1996, 1998, 2002, 2006 y 2008. En 2000 derrota al demócrata Steve Spain por 73% a 27%. En 2004, derrota a Katherine Clark por 57% a 43%.
En 2010, Tisei acompañó al postulante Charles D. Baker, Jr. en la campaña por la gobernación de Massachusetts; antes del anuncio, reveló públicamente su condición de homosexual en una entrevista al Boston Globe.

## Actualidad
En noviembre de 2011 anunció su intención de postularse a la Cámara de Representantes de los Estados Unidos, desafiando al veterano diputado demócrata John F. Tierney en un distrito electoral que ha sido redefinido y que suele oscilar en sus preferencias de voto.
En caso de resultar electo, sería un fenómeno inusual: un congresista republicano abiertamente gay y partidario del aborto. Cuenta con el respaldo de importantes personalidades, como Peter Thiel (cofundador de PayPal) y Ken Mehlman, expresidente del Comité Nacional Republicano.